# Yoshida Shigeru
Yoshida Shigeru (吉田 茂 Cát Điền Mậu), (22 tháng 9 năm 1878 – 20 tháng 10 năm 1967) là nhà ngoại giao và chính trị gia người Nhật giữ chức Thủ tướng Nhật Bản từ năm 1946 đến năm 1947 và từ năm 1948 đến năm 1954, trở thành một trong những Thủ tướng tại chức lâu nhất trong lịch sử Nhật Bản với vị trí thứ 3 sau thời Chiếm đóng Nhật Bản.

## Đầu đời và giáo dục

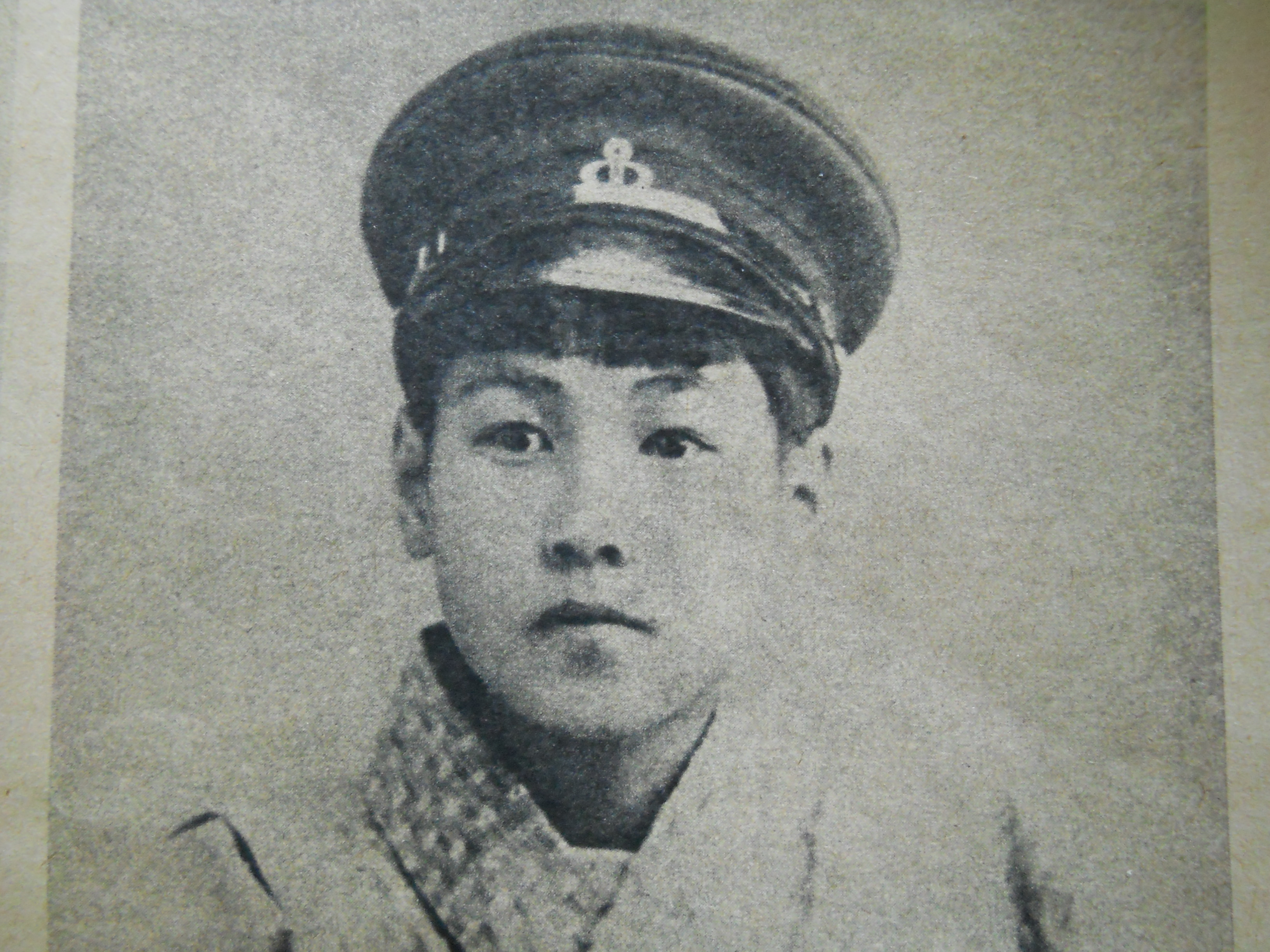
Yoshida khi còn nhỏ

Yoshida sinh ngày 22 tháng 9 năm 1878, tại Kanda-Surugadai, Tokyo, là con trai thứ năm của nhà hoạt động chính trị và là cựu samurai Tsuna Takeuchi. Tsuna là một người ủng hộ nhiệt thành của Itagaki Taisuke và sau đó sẽ phục vụ trong Quốc hội Nhật Bản đầu tiên vào năm 1890. Danh tính mẹ ruột của Yoshida không được biết đến. Không lâu trước khi anh chào đời, cha ruột của anh bị bắt vì âm mưu chống chính phủ, và mẹ anh đã hạ sinh anh tại nhà của Kenzō Yoshida, một người bạn của cha anh. Khi còn trẻ samurai, Tsuna và Kenzō đã thành danh trong nhiều thập kỷ bất ổn vào thời Minh Trị Duy tân. Vào tháng 8 năm 1881, Yoshida được Yoshida Kenzō và vợ là Kotoko nhận làm con nuôi. Kenzō là một thương gia buôn bán giàu có, cựu giám đốc chi nhánh của Jardine Matheson Yokohama và là cựu samurai, và Kotoko là con gái của một học giả Nho giáo thời Edo.
Yoshida bắt đầu học tại một trường nội trú nông thôn. Ông tốt nghiệp tiểu học năm 1889. Cùng năm đó, Yoshida Kenzō qua đời, và Shigeru được thừa hưởng một tài sản đáng kể từ ông. Kotoko sau đó đã nuôi dạy Shigeru trên khu đất của gia đình ở Ōiso. Shigeru học xong trung học năm 1894, và theo học trung học cơ sở cho đến năm 1895, sau đó ông theo học một thời gian ngắn ở trường kinh doanh. Anh theo học tại một học viện do gia sư đạo đức của thái tử điều hành ở Tokyo, và học một thời gian ngắn tại Đại học Keio và Trường Vật lý Tokyo (nay là Đại học Khoa học Tokyo). Anh ấy cũng đã trải qua một năm ốm ở nhà ở Ōiso. Năm 1897, ông vào trường Peers 'School danh tiếng, nơi chuẩn bị các thành viên ưu tú cho dịch vụ công, và được điều hành bởi Công tước Konoe Atsumaro. Sau khi hoàn thành chương trình học ở đó, Yoshida theo học một trường cao đẳng dành cho các nhà ngoại giao cũng do Công tước Atsumaro điều hành. Một thời gian ngắn sau khi Atsumaro qua đời vào năm 1904, trường cao đẳng không còn tồn tại và Yoshida sau đó theo học luật tại Đại học Hoàng gia Tokyo, tốt nghiệp với bằng luật năm 1906. Ông đã vượt qua kỳ thi Đầu vào Dịch vụ Ngoại giao và vào đoàn ngoại giao của Nhật Bản. cùng năm đó, ngay sau chiến thắng của Nhật Bản trước Nga trong Chiến tranh Nga-Nhật. Từ lâu, ông được coi là người ưu tiên kinh tế hơn quốc phòng, nhưng những năm gần đây người ta đã đánh giá lại quan điểm này.

## Sự nghiệp ngoại giao
Sự nghiệp ngoại giao của Yoshida bắt đầu với việc đăng cơ ở Trung Quốc, đầu tiên là tại phái bộ Nhật Bản ở Thiên Tân vào tháng 11 năm 1906, sau đó ở Phụng Hệ (nay là Thẩm Dương) vào năm 1907. Năm 1909, ông được chỉ định cho Ý, và vào năm 1912, ông được đưa lên Andong ở Triều Tiên do Nhật Bản cai trị. Năm 1916, ông được bổ nhiệm vào Đại sứ quán Nhật Bản tại Hoa Kỳ, và năm 1918, ông được bổ nhiệm đến Tế Nam, Trung Quốc. Năm 1919, ông là thành viên của quân đoàn Nhật Bản tại Hội nghị Hòa bình Paris. Năm 1920, ông được bổ nhiệm làm thư ký thứ nhất của Đại sứ quán Nhật Bản tại Vương quốc Anh. Năm 1922, ông trở về Trung Quốc và phục vụ tại Thiên Tân cho đến năm 1925, sau đó ở Fengtian cho đến năm 1928.
Năm 1928, ông giữ chức vụ bộ trưởng Thụy Điển, Na Uy và Đan Mạch trước khi được bổ nhiệm làm thứ trưởng ngoại giao cùng năm đó, phục vụ cho đến năm 1930. Năm 1930, sau khi quân đội phủ quyết việc bổ nhiệm của ông. với tư cách là bộ trưởng ngoại giao, ông được bổ nhiệm làm đại sứ tại Ý, và vào năm 1936, ông trở thành đại sứ tại Vương quốc Anh, phục vụ cho đến năm 1938. Trong những năm 1930, ông ủng hộ việc gia tăng ảnh hưởng của Nhật Bản ở Trung Quốc, và ủng hộ nền độc lập của Mãn Châu và Mông Cổ để làm suy yếu Trung Hoa Dân Quốc. Sau khi nhiệm kỳ đại sứ của ông tại Vương quốc Anh kết thúc vào năm 1938, ông đã nghỉ hưu từ ngành ngoại giao.

## Thời kỳ Thế chiến II
Mặc dù bị coi là "diều hâu" đối với Trung Quốc, Yoshida kiên quyết chống lại chiến tranh với Hoa Kỳ và Vương quốc Anh. Mặc dù không giữ chức vụ chính thức nào trong Thế chiến thứ hai, ông vẫn tích cực cố gắng ngăn chặn chiến tranh với Đồng minh, và sau đó cố gắng kết thúc sớm chiến tranh, liên minh với Hoàng thân Konoe Fumimaro. Trong chiến tranh, Yoshida tiếp tục liên kết với Konoe để cố gắng yêu cầu chính phủ đàm phán hòa bình với Đồng minh. Vào tháng 4 năm 1945, ông bị bắt và bị tống giam trong một thời gian ngắn vì liên kết với Hoàng thân Konoe. Ngay trước khi Chiến tranh Thái Bình Dương bắt đầu, Yoshida đã tham gia cùng Konoe trong nỗ lực làm rõ tình hình nhưng không thành công.

## Thủ tướng Nhật Bản

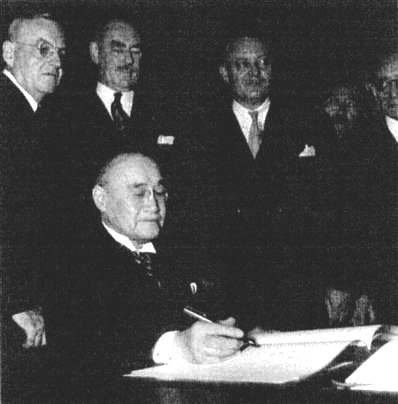
Thủ tướng Yoshida ký Hiệp ước An ninh Mỹ-Nhật (1951)

Sau khi Nhật Bản đầu hàng vào tháng 8 năm 1945, Quân Đồng minh chiếm đóng đất nước bắt đầu. Vào tháng 11 năm 1945, Đảng Tự do mới được thành lập và Yoshida đã gia nhập. Tổng tuyển cử năm 1946 đã đưa Đảng Tự do lên nắm quyền. Lãnh đạo của đảng, Hatoyama Ichirō, chuẩn bị trở thành thủ tướng, nhưng Hatoyama bị thanh trừng bởi chính quyền chiếm đóng của Đồng minh ngay sau đó, và Yoshida được bổ nhiệm thay ông, trở thành thủ tướng thứ 45 của Nhật Bản vào ngày 22 tháng 5 năm 1946. Lý tưởng thân Mỹ và thân Anh cũng như kiến thức về các xã hội phương Tây, có được thông qua giáo dục và hoạt động chính trị ở nước ngoài, là những điều khiến ông trở thành ứng cử viên hoàn hảo trong mắt chính quyền chiếm đóng.
Sau khi được kế nhiệm bởi Katayama Tetsu vào ngày 24 tháng 5 năm 1947, ông trở lại vị trí Thủ tướng thứ 48 vào ngày 15 tháng 10 năm 1948. Năm 1951, ông ký Hiệp ước San Francisco, một hiệp ước hòa bình với Đồng minh coi đó là một hiệp định hòa bình chính thức và chấm dứt sự chiếm đóng của Nhật Bản vào năm 1952. Trong chuyến dừng chân tại Hawaii trên đường trở về từ San Francisco, ông cũng đã đến thăm Trân Châu Cảng.

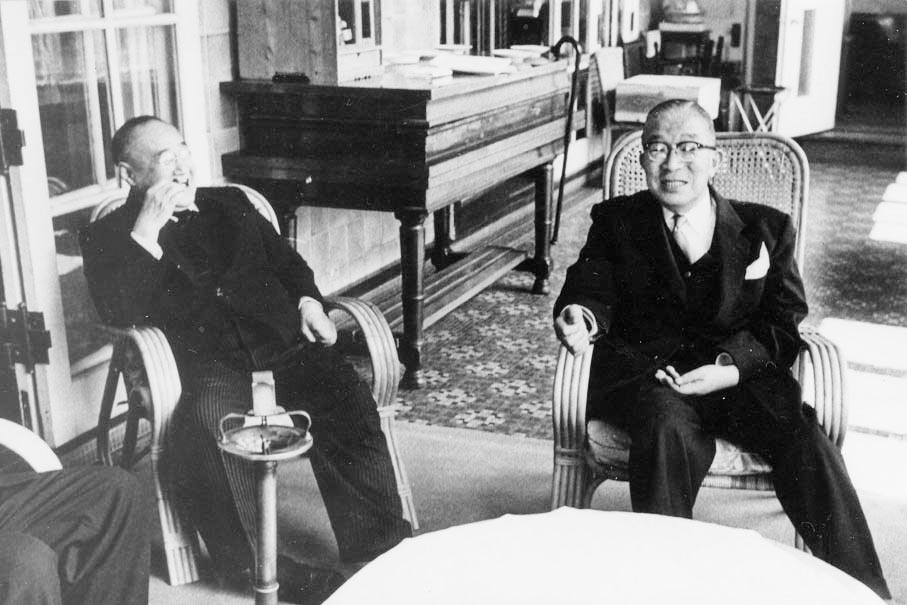
Yoshida và Hatoyama Ichirō